# Tandzut
Tandzut es una localidad del raión de Armavir, en la provincia de Armavir, Armenia, con una población censada en octubre de 2011 de 1735 habitantes. 
Se encuentra ubicada en el centro de la provincia, cerca del río Aras —el principal afluente del río Kurá— y a poca distancia al oeste de Ereván y de la provincia de Ararat y al norte de la frontera con Turquía.